# توماس باسيلا
توماس باسيلا (30 أبريل 1999 بأورليان في فرنسا - ) هو لاعب كرة قدم فرنسي في مركز الدفاع في نادي مسيمير القطري.

## وصلات خارجية
- توماس باسيلا على موقع الاتحاد الأوربي (الإنجليزية)
- توماس باسيلا على موقع رابطة كرة القدم الفرنسية للمحترفين (الإنجليزية)
- توماس باسيلا على موقع قاعدة بيانات كرة القدم.إي يو (الإنجليزية)
- توماس باسيلا على موقع Soccerway.com (الإنجليزية)
- توماس باسيلا على موقع عالم كرة القدم.نت (الإنجليزية)
- توماس باسيلا على موقع AS.com (الإسبانية)